# Liste der Bodendenkmäler in Spatzenhausen
Auf dieser Seite sind die Bodendenkmäler in der oberbayerischen Gemeinde Spatzenhausen zusammengestellt. Diese Tabelle ist eine Teilliste der Liste der Bodendenkmäler in Bayern. Grundlage ist die Bayerische Denkmalliste, die auf Basis des Bayerischen Denkmalschutzgesetzes vom 1. Oktober 1973 erstmals erstellt wurde und seither durch das Bayerische Landesamt für Denkmalpflege geführt wird. Die folgenden Angaben ersetzen nicht die rechtsverbindliche Auskunft der Denkmalschutzbehörde.

## Bodendenkmäler der Gemeinde Spatzenhausen

### Bodendenkmäler in der Gemarkung Aidling
| Lage               | Objekt                                     | Akten-Nr.     | Bild |
| ------------------ | ------------------------------------------ | ------------- | ---- |
| Aidling (Standort) | Grabhügel vorgeschichtlicher Zeitstellung. | D-1-8233-0025 |      |

### Bodendenkmäler in der Gemarkung Seehausen a.Staffelsee
| Lage                              | Objekt                                        | Akten-Nr.     | Bild |
| --------------------------------- | --------------------------------------------- | ------------- | ---- |
| Seehausen a.Staffelsee (Standort) | Grabhügel mit Bestattungen der Hallstattzeit. | D-1-8233-0017 |      |

### Bodendenkmäler in der Gemarkung Spatzenhausen
| Lage                     | Objekt | Akten-Nr.     | Bild |
| ------------------------ | --- | ------------- | ---- |
| Spatzenhausen (Standort) | Verebnete Grabhügel vorgeschichtlicher Zeitstellung. | D-1-8233-0011 |      |
| Spatzenhausen (Standort) | Grabhügel vorgeschichtlicher Zeitstellung. | D-1-8233-0019 |      |
| Spatzenhausen (Standort) | Grabhügel mit Bestattungen der späten Bronzezeit und der späten Hallstattzeit. | D-1-8233-0020 |      |
| Spatzenhausen (Standort) | Verebneter Grabhügel vorgeschichtlicher Zeitstellung. | D-1-8233-0021 |      |
| Spatzenhausen (Standort) | Grabhügel mit Bestattungen der Bronzezeit und der späten Hallstattzeit. | D-1-8233-0022 |      |
| Spatzenhausen (Standort) | Verebnete Grabhügel vorgeschichtlicher Zeitstellung. | D-1-8233-0023 |      |
| Spatzenhausen (Standort) | Verebneter Grabhügel vorgeschichtlicher Zeitstellung. | D-1-8233-0024 |      |
| Spatzenhausen (Standort) | Grabhügel mit Bestattungen der späten Bronzezeit. | D-1-8233-0026 |      |
| Spatzenhausen (Standort) | Grabhügel mit Bestattungen der Hallstattzeit. | D-1-8233-0028 |      |
| Spatzenhausen (Standort) | Körpergräber vor- und frühgeschichtlicher Zeitstellung. | D-1-8233-0029 |      |
| Spatzenhausen (Standort) | Verebnete Grabhügel vorgeschichtlicher Zeitstellung. | D-1-8233-0038 |      |
| Spatzenhausen (Standort) | Verebnete Grabhügel vorgeschichtlicher Zeitstellung. | D-1-8233-0157 |      |
| Spatzenhausen (Standort) | Grabhügel vorgeschichtlicher Zeitstellung. | D-1-8233-0158 |      |
| Spatzenhausen (Standort) | Untertägige frühneuzeitliche Befunde im Bereich der Katholischen Pfarrkirche St. Afra in Spatzenhausen und ihres Vorgängerbaus. Siehe auch: St. Afra (Spatzenhausen)                       | D-1-8233-0160 |      |
| Spatzenhausen (Standort) | Untertägige mittelalterliche und frühneuzeitliche Befunde im Bereich der Katholischen Filialkirche St. Vitus in Waltersberg und ihrer Vorgängerbauten. Siehe auch: St. Vitus (Waltersberg) | D-1-8233-0162 |      |
| Spatzenhausen (Standort) | Untertägige spätmittelalterliche und frühneuzeitliche Befunde im Bereich der Katholischen Filialkirche St. Johannes Evangelist in Hofheim. Siehe auch: St. Johannes Evangelist (Hofheim)   | D-1-8233-0164 |      |